# Zdzieszowice (gromada)
Zdzieszowice – dawna gromada, czyli najmniejsza jednostka podziału terytorialnego Polskiej Rzeczypospolitej Ludowej w latach 1954–1972.
Gromady, z gromadzkimi radami narodowymi (GRN) jako organami władzy najniższego stopnia na wsi, funkcjonowały od reformy reorganizującej administrację wiejską przeprowadzonej jesienią 1954 do momentu ich zniesienia z dniem 1 stycznia 1973, tym samym wypierając organizację gminną w latach 1954–1972.
Gromadę Zdzieszowice z siedzibą GRN w Zdzieszowicach (wówczas wsi) utworzono – jako jedną z 8759 gromad na obszarze Polski – w powiecie strzeleckim w woj. opolskim, na mocy uchwały nr VII/30/54 WRN w Opolu z dnia 4 października 1954. W skład jednostki wszedł obszar dotychczasowej gromady Zdzieszowice ze zniesionej gminy Zdzieszowice – w tymże powiecie. Dla gromady ustalono 27 członków gromadzkiej rady narodowej.
1 stycznia 1956 gromada weszła w skład nowo utworzonego powiatu krapkowickiego w tymże województwie. Tego samego dnia gromadę Zdzieszowice zniesiono w związku z nadaniem jej statusu osiedla.
18 lipca 1962 Zdzieszowice otrzymały status miasta. 1 stycznia 1973, tym razem w powiecie krapkowickim, reaktywowano zniesioną w 1954 roku gminę Zdzieszowice, początkowo odrębną od miasta Zdzieszowice, a 1 lutego 1992 przekształconą w gminę miejsko-wiejską.